# Bad Case of Loving You (Doctor, Doctor)
«Bad Case of Loving You (Doctor, Doctor)» es una canción del cantante británico de rock Robert Palmer, publicada como sencillo en 1979 e incluida como la pista inicial de su quinto álbum de estudio Secrets (1979). Escrita, grabada y publicada inicialmente por el estadounidense Moon Martin en 1978, Palmer la escuchó de camino a un concierto y decidió realizar su versión después de tocarla en una presentación en vivo.
Luego de que salió a la venta obtuvo una positiva notoriedad en las listas musicales de algunos países, por lo que ha sido considerado como su segundo sencillo de renombre, cronológicamente, después de «Every Kinda People» del año anterior. Logró ubicarse entre los veinte primeros puestos de varios conteos, entre ellos la cima del Top Singles de la revista canadiense RPM y la posición 14 en el Hot 100 de Billboard. Por otro lado, recibió reseñas positivas por parte de la prensa especializada, quienes destacaron su sonido roquero. Con el pasar de los años ha sido versionada por otros artistas, como también se ha utilizado en las bandas sonoras de películas y series de televisión.

## Antecedentes
Moon Martin era un músico estadounidense que había sido parte del grupo de country rock Southwind desde los años sesenta. A finales de la década siguiente firmó un contrato con Capitol Records y en 1978 lanzó su sencillo solista «Bad Case of Loving You (Doctor, Doctor)» en el Reino Unido y España, pero no ingresó en ninguna lista musical. Por su parte, en los Estados Unidos figuró como una de las canciones de su álbum debut Shots from a Cold Nightmare de 1979. Por aquel entonces, Robert Palmer se encontraba de gira por el Medio Oeste estadounidense cuando un representante de su compañía discográfica le presentó una maqueta de la canción mientras viajaban hacia un concierto. Esa misma noche la tocó en vivo después de ensayarla en la prueba de sonido. Luego de aquello, decidió versionarla para su quinto álbum de estudio Secrets de 1979.

## Composición y grabación
Escrita por Martin en 1978, según la partitura publicada en Musicnotes por Alfred Publishing Co. Inc el tema está compuesto en la tonalidad de mi mayor con un tempo acelerado de 142 pulsaciones por minuto. El registro de Palmer se extiende desde la nota mi mayor4 a si mayor5. Al igual que las demás canciones de Secrets, su grabación se llevó a cabo en los Compass Point Studios de Nasáu, cuya producción la realizó el propio Palmer. Contó con la colaboración de los músicos de sesión Kenny Mazur (guitarra), Pierre Brock (bajo), Dony Wynn (batería) y Jack Waldman (teclados), mientras que Eddie Martinez más tarde interpretó una sobregrabación de la guitarra. Por su parte, la mezcla la llevó a cabo Eric E.T. Thorngren. Con respecto a esto último, Palmer mencionó que la mezcla de la canción original parecía como sí una banda estuviera ensayando en un garage y ese sonido quedó en el corte final, en sus palabras: «...alguien estaba durmiendo en la mesa de mezclas».

## Lanzamiento y reediciones
«Bad Case of Loving You (Doctor, Doctor)» salió a la venta en 1979 como el primer sencillo del álbum Secrets en el formato vinilo de 7", a través de Island Records. Su lado B fue «Love Can Run Faster», tema de su anterior disco de estudio Double Fun (1978). El 11 de octubre de 1980 se grabó en una presentación dada en el Dominion Theatre de Londres para la producción en directo Maybe It's Live de 1982. También ha figurado en algunos recopilatorios como The Very Best of Robert Palmer (1995) y At His Very Best (2002). En 1989 se volvió a lanzar como sencillo para promocionar el compilado Addictions: Volume 1 (1989) en los formatos vinilo de 7" y 12" y casete. La primera versión contó con «Sweet Lies» como lado B, mientras que en la segunda lo ocupó la ya mencionada junto con «What's It Take». Para esta nueva reedición, se filmó un videoclip que muestra a Palmer interpretando la canción con imágenes sobrepuestas de sus anteriores videos.

## Recepción

### Comercial
Antes de que Palmer grabara su versión, le mencionó a Moo Martin que podría ser un éxito. Esto resultó certero cuando el tema ingresó a las listas musicales de varios países y se convirtió en su segundo sencillo de renombre, detrás de «Every Kinda People», de 1978. Obtuvo los puestos 27 y 31 en los conteos Dutch Top 40 y Dutch Singles Top 100 de Países Bajos respectivamente, mientras que en Bélgica (Flandes) logró la posición 19. Su mejor ubicación en Europa la consiguió en Francia, tras alcanzar la casilla 9. A diferencia de lo anterior, en su propio país solo llegó hasta la modesta posición 61 en el UK Singles Chart y únicamente permaneció por dos semanas.
En Australia alcanzó la décima tercera posición del Kent Music Report y terminó como el 76° sencillo más exitoso del año. Por su parte, en Nueva Zelanda logró el puesto 20. Su rendimiento fue mucho mejor en los países de habla inglesa de América; en Canadá llegó hasta la cima del Top Singles de RPM y culminó como el trigésimo quinto mejor sencillo de 1979. En los Estados Unidos, el 21 de julio de 1979 debutó en el puesto 74 del Hot 100 de Billboard y el 29 de septiembre alcanzó la casilla 14 como mejor posición. Con un total de quince semanas, finalizó el año como el 92° sencillo en dicha lista. También obtuvo el puesto 10 en el Top 100 Singles de Cashbox y en el conteo de fin de año se ubicó en el lugar 76. A su vez, logró la novena posición en la lista de la revista Record World. Por su parte, gracias a esta canción, en 1980 Palmer recibió su primera nominación a los premios Grammy en la categoría mejor interpretación vocal de rock masculina.

### Crítica especializada
La canción recibió críticas favorables por parte de la prensa especializada. Tim DiGravina de Allmusic la llamó una «versión apasionada, pero cutre [...], pero Palmer desde luego logra mezclar géneros y tempos con su estilo característico». Stephen Holden de Rolling Stone la consideró como la más comercial del álbum y «ha sido hábilmente elegida como un himno de carretera al estilo de Steve Miller». Paul Sexton de UDiscover Music comentó que su sonido más roquero allanó el camino para sus posteriores éxitos como «Addicted to Love» y «Simply Irresistible». La revista Billboard la escogió como una de las mejores pistas del disco Secrets. Michael Goldberg de la revista Rolling Stone, en su revisión al álbum en vivo Maybe It's Live, la consideró como un «inmenso hard rock». Por su parte, ha sido incluida en los libros de referencia musical The 7500 Most Important Songs of 1944-2000 de 2005, 1001 Songs You Must Hear Before You Die, and 10 001 You Must Download y 1000 Essential Songs from the 1970s, ambos de 2015.

## Repercusión
Con el pasar de los años, varios músicos han realizado sus propias versiones para sus respectivos álbumes u otras apariciones. En 1992, Paul Rodgers la grabó para que encabezara la banda sonora de la película slasher Dr Giggles, y según el sitio Dread Central «suena como el epítome de un lado B». En 1994, la cantante mexicana Tatiana realizó una adaptación en español titulada «Tan triste como un blues» para su álbum Un alma desnuda. Otros artistas que la han versionado son Koko Taylor, Giant, Frankie Miller, René Froger y Texas Lightning, entre otros.
De igual manera ha sido usada en obras audiovisuales, por ejemplo en las bandas sonoras de filmes como Return of the Living Dead Part II (1988), Romy and Michele's High School Reunion (1997), Little Black Book (2004) y Just Like Heaven (2005). Como también en series de televisión: Radio Cincinnati (temp. 2; ep. «For Love or Money: Part 1»), Midnight Caller (temp. 1; ep. «After It Happened»), Doogie Howser, M.D. (temp. 3; ep. «If This Is Adulthood, I'd Rather Be in Philadelphia») y Scrubs (temp. 2, ep. «My First Step»). A su vez, se empleó para un comercial de la gaseosa Dr Pepper y como tema central del programa de entrevistas The Doctors.

## Lista de canciones
| Sencillo en vinilo de 7" (1979) |                                           |          |  |
| N.º                             | Título                                    | Duración |  |
| 1.                              | «Bad Case of Loving You (Doctor, Doctor)» | 3:10     |  |
| 2.                              | «Love Can Run Faster»                     | 3:29     |  |

| Sencillo en vinilo de 7" (1989) |                                           |          |  |
| N.º                             | Título                                    | Duración |  |
| 1.                              | «Bad Case of Loving You (Doctor, Doctor)» | 3:15     |  |
| 2.                              | «Sweet Lies»                              | 3:05     |  |

| Sencillo en vinilo de 12" (1989) |                                           |          |  |
| N.º                              | Título                                    | Duración |  |
| 1.                               | «Bad Case of Loving You (Doctor, Doctor)» | 3:10     |  |
| 2.                               | «Sweet Lies»                              | 3:05     |  |
| 3.                               | «What's It Take»                          | 3:28     |  |

## Posicionamiento en listas
| País           | Lista (1979)                     | Posición |
| -------------- | -------------------------------- | -------- |
| Australia      | Kent Music Report                | 13       |
| Bélgica        | Ultratop 50 Singles              | 19       |
| Canadá         | RPM Top Singles                  | 1        |
| Estados Unidos | Billboard Hot 100                | 14       |
| Estados Unidos | Cashbox Top 100 Singles          | 10       |
| Estados Unidos | Record World Hits                | 9        |
| Francia        | French Singles Chart             | 9        |
| Nueva Zelanda  | Official New Zealand Music Chart | 20       |
| Países Bajos   | Dutch Top 40                     | 27       |
| Países Bajos   | Dutch Single Top 100             | 31       |
| Reino Unido    | UK Singles Chart                 | 61       |
| País           | Lista (1989)                     | Posición |
| Australia      | ARIA Charts                      | 106      |
| Reino Unido    | UK Singles Chart                 | 80       |

| País           | Lista (1979)            | Posición |
| -------------- | ----------------------- | -------- |
| Australia      | Kent Music Report       | 76       |
| Canadá         | RPM Top Singles         | 35       |
| Estados Unidos | Billboard Hot 100       | 92       |
| Estados Unidos | Cashbox Top 100 Singles | 76       |

## Certificaciones
| País          | Organismo certificador | Certificación | Ventas certificadas | Ref.   |
| ------------- | ---------------------- | ------------- | ------------------- | ------ |
| Nueva Zelanda | Recorded Music NZ      | Oro           | 15 000              | [ 52 ] |

## Créditos
| - Robert Palmer: voz - Kenny Mazur y Eddie Martinez: guitarra - Pierre Brock: bajo - Jack Waldman: teclados - Dony Wynn: batería | - Robert Palmer: productor - Eric E.T. Thorngren: mezclador |

Fuente: Folleto de notas de Addictions: Volume 1.